# Археологічний комплекс Мінгячевір
Археологічний комплекс Мінгячевір (азерб. Mingəçevir arxeoloji kompleksi — археологічна пам'ятка, розташована на південних схилах хребта Боздаг, на обох берегах річки Кура в Азербайджані, що відноситься до періоду з ранньої бронзової доби (III тисячоліття до н. е.) до пізнього середньовіччя (XVII століття). Один із найбільших археологічних комплексів у Закавказзі, що складається з чотирьох поселень і чотирьох великих могильників . 
Основні археологічні розкопки велися в Мінгячевірі в 1946—1953 роках під керівництвом Салеха Казієва в зв'язку з будівництвом Мінгячевірської ГЕС. У розкопках Мінгячевіра та вивченні його пам'яток брали участь також Євген Пахомов, Микола Мінкевич-Мустафаєва, Рагім Ваїдов, В. П. Фоменко, Г. М. Асланов, К. М. Ахмедов, Г. І. Йоне. Ними було опубліковано велику кількість робіт, де знайшли своє відображення результати археологічних розкопок. [⇨] 
Найранішими пам'ятками комплексу є нижній шар городища № 1, а також поховання III тисячоліття до н. е. Кінцем II — поч I тис. до н. е. представлений другий шар цього городища, ґрунтовий могильник і кургани. Третій шар городища № 1 та чимало поховальних комплексів відносяться до епохи раннього заліза (VIII—II ст. до н. е.) . До середньовічних пам'яток відносяться городища № 2 (Судагилан), 3 (III—XIII ст.) та 4 (XIV—XVII ст.), Албанські християнські храми V—VIII ст., християнські та мусульманські поховання. Цікавими з історичної точки зору пам'ятками є кам'яна плита і фрагменти керамічних свічників з албанськими написами . [⇨] 
На території комплексу виявлено і вивчено понад 300 глекових поховань II ст. до н. е. — I ст. н. е., більше 30 гончарних печей, понад 200 катакомбних поховань I—VIII ст. н. е. Знахідки тут представлені глиняними, скляними і срібними посудинами, перстнями з різними зображеннями, залізною зброєю, золотими сережками, аршакідськими та греко — римськими монетами, сасанідськими печатками тощо.  [⇨]
Добутий в Мінгячевірі великий і різноманітний матеріал (до 40 тисяч)  проливає світло на складний процес розвитку самобутньої культури місцевого населення з найдавніших часів, а також дає уявлення про розвиток матеріальної культури Кавказької Албанії. [⇨] 

## Розкопки і вивчення
Деякі пам'ятники комплексу були відомі ще в другій половині XIX століття . На них звертали увагу археологи-аматори того часу . Так, ще в 1871 році природознавець і археолог Фрідріх Баєрн у статті «Про стародавні споруди на Кавказі» писав про багато курганів у низинах Кури, деякі з яких, на думку автора, були залишками споруд на сваях . Найцікавіше в цьому відношенні, за словами Байерна, є Мінгячевір на правому березі Кури.
Глибоке і всебічне ж вивчення мінгячевірських пам'яток почалося в 1935 році Азербайджанською філією Академії наук Азербайджанської РСР . Археологічні розкопки широко стали вестися у Мінгячевірі в 1946—1953 роках під керівництвом Салеха Казієва в зв'язку з будівництвом Мінгячевірської ГЕС . Терміновий характер робіт був пов'язаний з майбутнім затопленням чималої площі при наповненні водосховища . У період з 1 квітня 1946 по 1 січня 1948 років тут було розкрито більше 650 поховань та добуто понад 7500 цінних з історичної точки зору предметів .
Результати археологічних розкопок знайшли своє відображення у великій кількості окремих статей. Так, у звітах багатолітнього керівника Мінгячевірської експедиції С. М. Казієва, а також у його статтях, які присвячені окремим групам пам'яток, показані основні результати розкопок, які виявили матеріали, що відносяться до часу з початку I тис. до н. е. і до VII—VIII ст. н. е. Велику роботу з розкопок і вивчення глекових поховань у Мінгячевірі проводила Тамара Голубкіна. Вона вивчала питання про зооморфну кераміку з Мінгячевіра, про марки (мітки) на кераміці і про окремі знахідки .
Також у розкопках Мінгячевіра та у вивченні його пам'яток у різні періоди брали участь такі дослідники, як Євген Пахомов, Ніна Минкевич-Мустафаєва, Рагим Ваїдов, Віра Фоменко, Гардашхан Асланов, Гара Ахмедов, Гавриїл Йоне. Зокрема, останній з них, є автором ряду статей, присвячених цікавим гончарним випалювальним печам, виявленим у Мінгячевірі. Також Йоне опублікував статті, що стосуються питань датування глеків і ґрунтових поховань, своєрідних посудин у вигляді чобіт, які знаходять в ранніх похованнях Мінгячевіраі . Пахомову належать дослідження глихів поховань уМінгячевірі . Минкевич-Мустафаєва вела розкопки у квадраті № 2, де були виявлені два ґрунтових поховання і одне глекове .
У 1957 році вийшов другий том «Матеріалів з історії Азербайджану», у якому була опублікована стаття Георгія Чубінашвілі про рельєфи з павичами з городища Судагілан у Мінгячевірі. Спільна праця Ваїдова, Асланова і Йоне «Стародавній Мінгячевір (епоха енеоліту і бронзи)», що вийшла в 1959 році, містить факти і узагальнення, пов'язані з найдавнішою частиною Мінгячевірського археологічного комплексу. У цій книзі вперше зведено, систематизовано і проаналізовано величезний матеріал епохи енеоліту і бронзи, видобутий у Мінгячевірі. У книзі Ваїдова «Мінгячевір у III—VIII ст.» (Баку, 1961) знайшли своє відображення результати проведених автором розкопок. Велике місце в цій роботі займають опис і аналіз ранньосередньовічних поселень і залишків матеріальної культури, а також албанські написи.

## Археологічні пам'ятки

### Городища

#### Городище №1
Городище № 1 розташоване на вузькій прибережній смузі правого берега річки Кура при виході її з ущелини Боздазького хребта. Відноситься воно до бронзового віку і вперше почало досліджуватися в 1950 році. На території даного поселення було виявлено багато фрагментів глиняних посудин, осколків обсидіану і кременю, понад 300 крем'яних і обсидіанових предметів (вкладиші, ножі, наконечники стріл тощо) епохи пізнього енеоліту . Розкопками виявлені залишки керамічних випалювальних примітивних одноярусних печей, що датуються I тисячоліттям до н. е. 
Також на двох пагорбах на території городища були виявлені підлоги невідомих споруд, схожі на глинобитні майданчики. У ряді ям на майданчиках виявлені як цілі глечики чорного і сірого кольорів, так і їх фрагменти. Також тут і поблизу знайдені залишки кісток тварин і риб, фрагменти предметів побуту (зернотерок, грузил, кам'яних форм для лиття бронзових виробів, світильників тощо) .
Нижній шар поселення, а також поховання III тисячоліття до н. е., відносяться до кура-аракської культури і є найбільш ранніми пам'ятниками Мінгячевіра, другий шар — відноситься до Ходжали-кедабекської культуріи (кінець II — поч. I тис. до н. е.), а третій — до епохи раннього заліза (VIII—II ст. до н. е.) .

#### Городище №2
Городище № 2 розташована на лівому березі річки Кура при виході її з ущелини Боздаг, у місцевості Судагілан . Дане поселення відноситься до періоду Середньовіччя і має чотири культурні шари. Перший шар датується I—III ст. н. е. . У цьому шарі, що залягає, головним чином, на глибині 1,5-2 метри, відсутні будь-які залишки наземних споруд, проте збереглися залишки напівземлянок. Навколо жител виявлено багато ґрунтових ям із зотлілими залишками зернових культур і кухонних предметів. Знайдено також керамічні глечики малого і середнього розмірів, чаші, миски червоного кольору з повноцінним випалюванням . У 1949—1950 роках в Судагілані було відкрито 22 поховання в зрубах, що відносяться до II—IV ст., а одна група поховань відноситься до більш раннього часу (I—II ст.) 
Другий культурний шар характеризується знахідками, які датуються IV—VII ст. включно. Для цього шару характерні побутові споруди, тут розкриті невеликі частини фундаментів стін зі слідами вогню і руйнування. Такі житла являли собою прямокутні споруди невеликих розмірів, зведені з сирцевої цегли . У 1951 році в другому шарі були виявлені залишки культової споруди, що є одноапсидним тринавним храмом християнського типу. На території храму були виявлені кам'яні плити, одна з яких має зображення двох павичів обличчям один до одного, кожен зі свого боку стилізованого дерева, і напис агванською мовою. На підставі албанського напису, а також за наявністю в шарі монет кінця V — початку VII ст., Р. Ваїдов датує храмову споруду VI століттям . Тут були також виявлені і фрагменти з албанськими написами, нанесеними на різних глиняних виробах, таких як фрагменти посудин і глиняні свічники.
Третій шар характеризується залишками багатьох споруд, включаючи і житлові приміщення. Цьому культурного шару належать залишки культової споруди — храму християнського типу пізнього часу (VIII—IX ст.) . При розчищенні всередині приміщень храму було знайдено багато металевих хрестів з заліза і бронзи різних форм і розмірів. Також тут були виявлені уламки різних архітектурних деталей і декоративних прикрас. На одній стіні споруди було виявлено глиняний глечик зі скарбом арабських монет карбування VIII—IX ст. На основі цієї знахідки і датується пам'ятник . Кераміка третього шару схожа на кераміку другого шару, відрізняючись лише кращою якістю виготовлення. Серед гончарних виробів знайдені яйцеподібної форми (на деяких зображені хрести), глеки середніх розмірів з двома ручками. Комплекс інвентарю третього шару датується кінцем VII—IX ст. 
Четвертий культурний шар, згідно з даними аналізу кераміки і монетами, що зрідка зустрічаються, датується періодом X—XIII ст. включно . Цей шар знаходиться на самому верху і він зруйнований найбільше. Залишків будівельних споруд у даному шарі практично немає, але у великій кількості виявлені фрагменти штампованої і полив'яної кераміки, що датується X—XII ст. У верхньому шарі виявлені монети карбування різних середньовічних міст XII—XIII ст., розташованих на території нинішнього Азербайджану 

У 1950 році вдалося виявити частину стіни фортечного типу довжиною 72 метри і шириною близько 3,5 м, складеної з сирцевих блоків. Дана стіна була огорожею храмової споруди і разом із залишками албанського храму утворювала єдиний архітектурний комплекс, який є цитаделлю городища . Розташування на височині та наявність природних укріплень (зі сходу — круті схили гірського масиву, з півночі — глибокий яр, а з заходу — береговий зріз річки) говорять про те, що Судагілан був фортецею. На південному заході городища були розміщені гончарні майстерні , на північному заході — могильне поле зі зрубними похованнями, а на південному сході — могильне поле з глековими і ґрунтовими похованнями та керамічні випалювальні печі . 
 'Б'  - залишки храмового комплексу та стіни цитаделі
 'В'  - могильне поле з глековими та ґрунтовими похованнями і керамічні випалювальні печі.

#### Городище №3
Городище № 3 також розташовано на лівому березі річки Кура при вході її до ущелини Боздаг, у місцевості Калагет . Потужність культурного шару тут в середньому — 5-5,5 м. Для першого шару характерні залишки житлових і господарських приміщень зі стінами, сплетеними із прутів та очерету і обмазаними глиною. Збережені обпалені частини конструкцій вказують на те, що ці споруди загинули від пожежі. З-під руїн витягнули археологічний матеріал, представлений вазами, глечиками, чашами та іншими предметами побуту. Цей шар датується полив'яною керамікою, що відноситься до X—XIII ст. н. е. 
Другий шар городища датується монетами, які Пахомов відносить до VI—IX ст. , і характеризується залишками споруд, зведених з сирцевої цегли. Крім залишків жител, тут знайшли вогнища, господарські ями з залишками побутових предметів, кісток тварин і риб, фрагментами глиняного посуду. Також знайдені сільськогосподарські інструменти, зерна злаків, насіння бавовни і фруктові кісточки . У другому шарі виявлені також персні-печатки, залізні і бронзові фібули, бронзові шпильки .
В одному місці всі три шари городища прорізані похованням пізнього типу, що має вигляд ґрунтових ям з дерев'яним перекриттям. Серед похоронного інвентарю знайдені кінська збруя, пряжки, стремена, залізна зброя, срібна чаша, золоті сережки-підвіски, кістяні вироби тощо. Деякі предмети з цього городища датуються періодом раннього середньовіччя (III—VIII ст. н. е.) .
На одному з пагорбів городища збереглися залишки стародавнього населеного пункту, де культурні шари досягають потужності більше 6-7 метрів і відносяться до I—XII ст. включно .

#### Городище №4

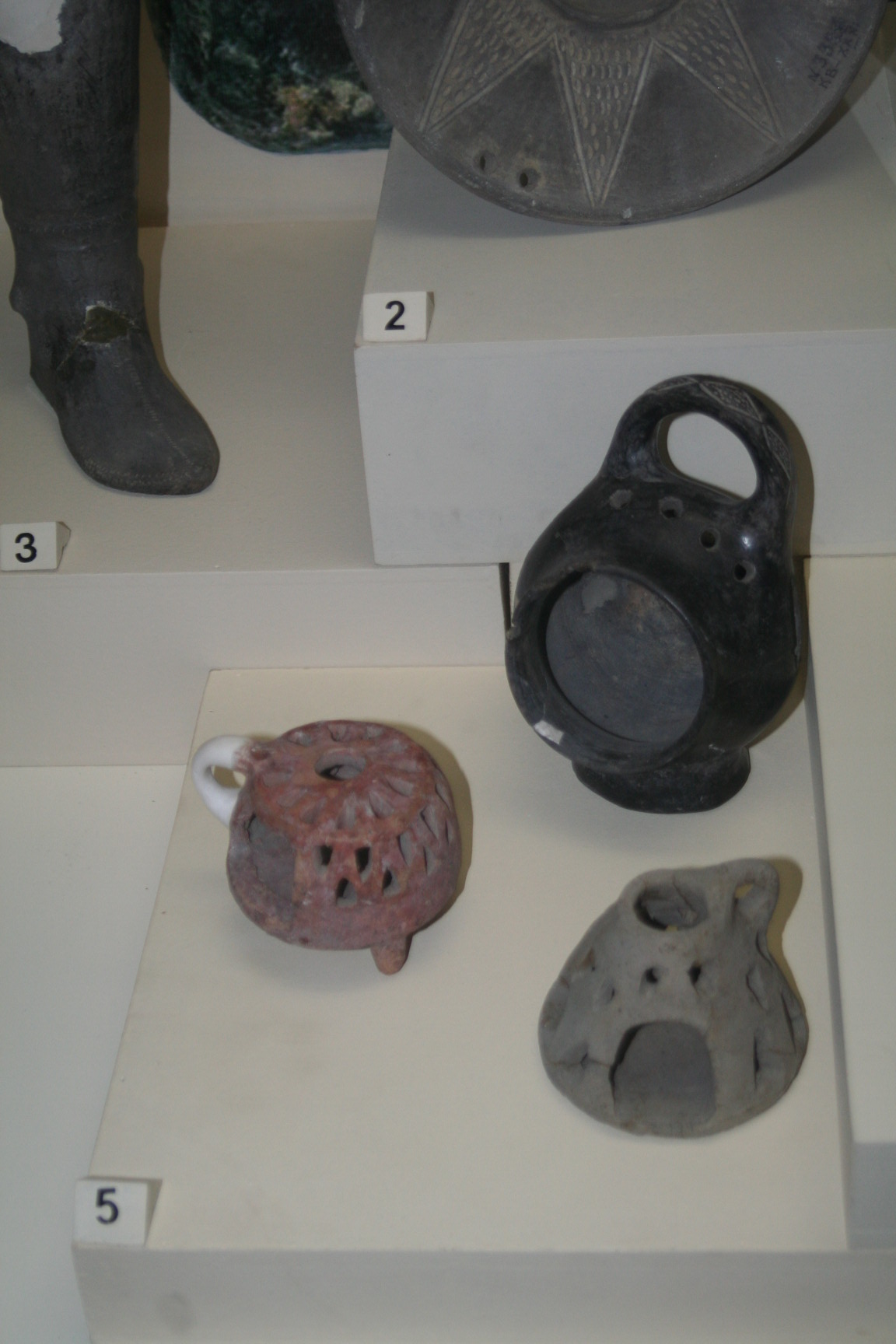
Глиняні люстри з Мінгачевіру та Узунтепе XIV—XVIII ст.

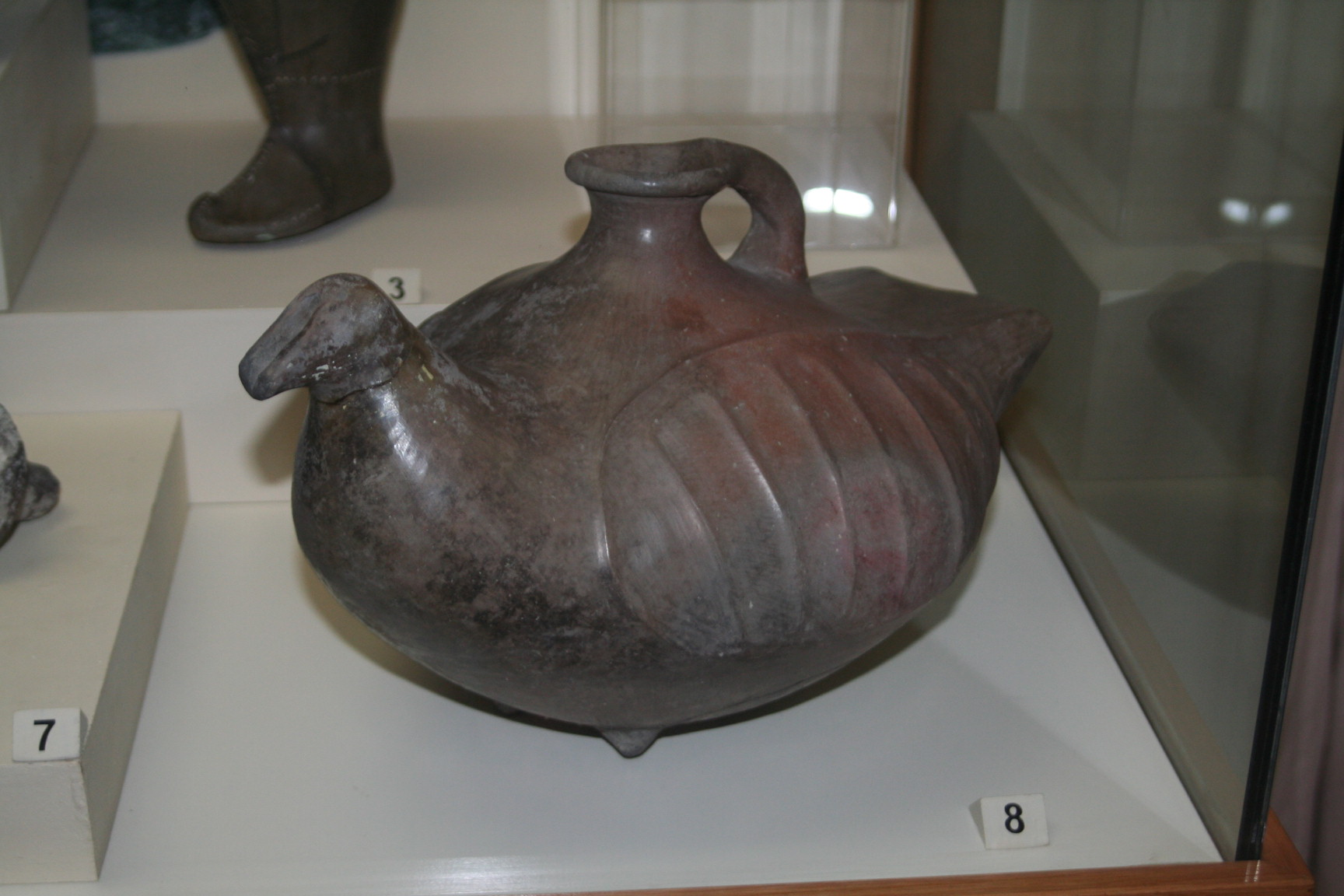
Зооморфний посуд Мінгачевіру (XII—XVIII ст.)

Городище № 4 розташоване на правому березі Кури, за 2-3 км на південь від стародавнього могильного поля. Воно було виявлено наприкінці 1949 року  і відноситься, головним чином, до XIV—XVII ст.  А більшість підйомного матеріалу з цієї ділянки представлена керамікою, що відноситься до XII—XIV ст. н. е. Також виявлені залишки різного роду будівель .

### Могильники і кургани

#### Глекові поховання
В результаті розкопок 1946—1953 років на території Мінгячевіра було розкрито більше 300 глекових поховань, площа кожного з яких не перевищує 2 × 3 м Серед цих поховань є близько 30 поховань, в інвентарі яких знаходилися різні види бойової зброї. Поховання № 17, 26, 29-31 на правому березі Кури і № 14-Л на лівому відрізнялися різноманітністю інвентарю, великою кількістю зброї та розмірами близько 3 × 5 м . Глечики поховання правобережжя Кури займають величезну ділянку. Тут у глечиках маленького розміру (заввишки від 45 см до 1 метра) з двома ручками ховали дітей, а у великих глечиках (висотою від 1 м 20 см до 2 м 5 см і 80 см шириною) без ручок — дорослих .
Ці поховання датуються II—I ст. до н. е. та I—II ст. н. е., а населенням, яке залишило ці глечики поховання, було одне з албанських племен . Крім зброї, в основному залізних мечів, списів, кинджалів і ножів, які зустрічаються в чоловічих похованнях , у глекових похованнях зустрічалися глиняні посудини (глеки, миски, кубки), предмети прикраси (персні, браслети, намиста), бронзові свічники, кістяки в'ючних тварин, а також римські та аршакідські монети . У жіночих глекових похованнях знаходиться дуже багато прикрас (намисто зі склоподібної маси, яшми і сердоліку, шийні обручі). Бронзових браслетів багато, головним чином, на руках і ногах (часом по 36 і 42 ніжних браслета на кістяку), а іноді — навколо горловини глечиків . Також у глекових похованнях знайдена фарбована кераміка із зображенням птахів, рослин і геометричного орнаменту.

#### Ґрунтові поховання
При розкопках були виявлені також ґрунтові поховання, у складі комплексів похоронного інвентарю у яких були, головним чином, бронзові предмети (литі персні-печатки, прикраси, зброя), а також численні намиста і керамічні вироби . Для таких поховань дуже характерні знахідки великої кількості наконечників стріл, деякі ж поховання виділяються наявністю великих скелетів (більше 2 метрів) зі зброєю .
У похованні № 77 (XI—IX ст. до н. е.)  поряд зі зброєю і глиняними посудинами знайдені залишки кінської вуздечки з орнаментованими роговими псаліями і кістяними бляхами, що робить Мінгячевір комплекс першим в Закувказзі, де знайдена кінська узді вранечкиього євразійського типу .
Чимало поховальних комплексів на території Мінгячевір відноситься до епохи раннього заліза (VIII—II ст. до н. е.). Один ґрунтовий могильник датується кінцем II — початком I тис. до н. е. і відноситься до Ходжалі-кедабекської культури . Ґрунтові поховання Мінгячевірського могильного поля в багатьох місцях зруйновані глечиковими похованнями, що говорить про те, що такий тип поховань зі слабо скорченими скелетами існував ще до подібних типів поховань, які відносяться до I в. до н. е. 

#### Поховання в катакомбах і зрубах

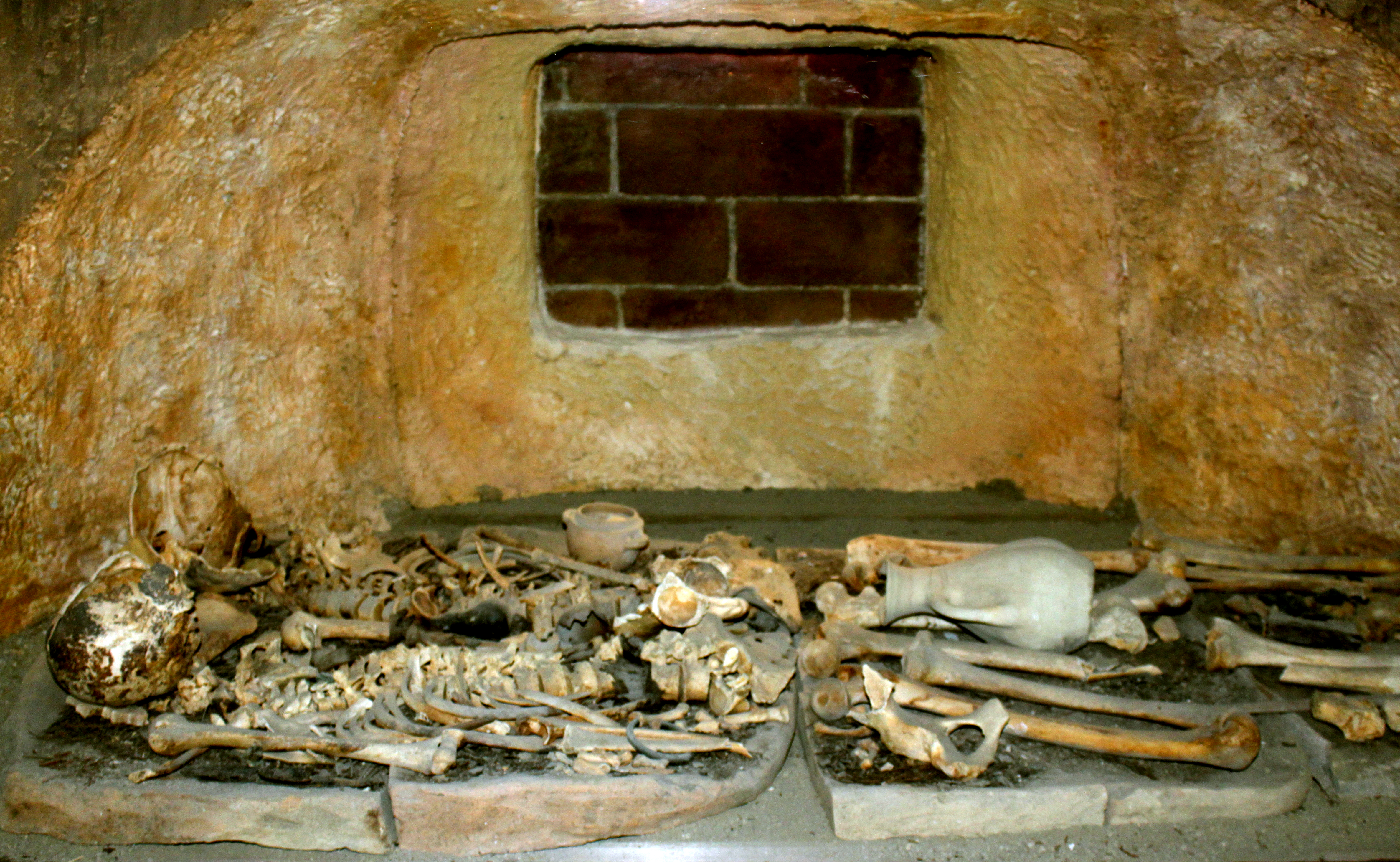
Катакомбні поховання в Мінгячевірі

У 1949 році в місцевостях Калагет і Судагілан були виявлені невідомі до цього в Закавказзі поховання в катакомбах . На Калагеті було розкрито і обстежено більше 200 катакомбних поховань. Камери таких поховань споруджені на глибині близько 3,5-6,5 метрів від поверхні і є куполоподібною склепінчастою спорудою 1,5-3 м в діаметрі і 0,9-1,7 м заввишки. Інвентар таких поховань містив глиняні і скляні посудини, скляні та смальтові персні, скляні та кам'яні намиста, браслети, кільця, підвіски, наконечники списів і стріл, дерев'яні шкатулки, аршакідські і греко-римські монети, гребені, у жіночих траплялися золоті сережки-підвіски в вигляді грон винограду (набрані з дрібної зерні), тонкі золоті каблучки.
Катакомбні поховання ранньої групи датуються I—II ст. н. е. , середньої — III—IV ст. н. е. , а пізньої — V—VII ст. н. е.  До камери катакомби можна було потрапити через спеціальний прохід у вигляді траншеї з вертикальними бічними зрізами і похилим дном . Місцеве населення в період катакомбних поховань, згідно з виявленим тут знахідкам, займалося як землеробством, скотарством, ремеслами, так і рибальством і садівництвом. Сам же обряд катакомбних поховань змінювався з часом, про що свідчать як форми катакомб, так і склад поховального інвентарю .
У II—III ст. н. е. в Мінгячевірі існував тип поховання в зрубах, який зник, злившись з катакомбними . Такі поховання були виявлені на лівому березі Кури і складалися з товстих колодок ялівця, утворюючи своєрідну труну  . Труп поміщали до зруб у скорченому вигляді головою на схід . У таких похованнях зустрічалися скляні посудини, вироби із золота, срібла та бронзи, аршакідські і римські монети . Однак основними особливостями цих поховань було те, що в них більше, ніж в інших, було виявлено зброї (широколезові довгі мечі в дерев'яних піхвах, обтягнутих шкірою), а також те, що зазвичай такі поховання супроводжувалися декількома іншими кістяками навколо зрубу в сидячому положенні .

#### Кургани

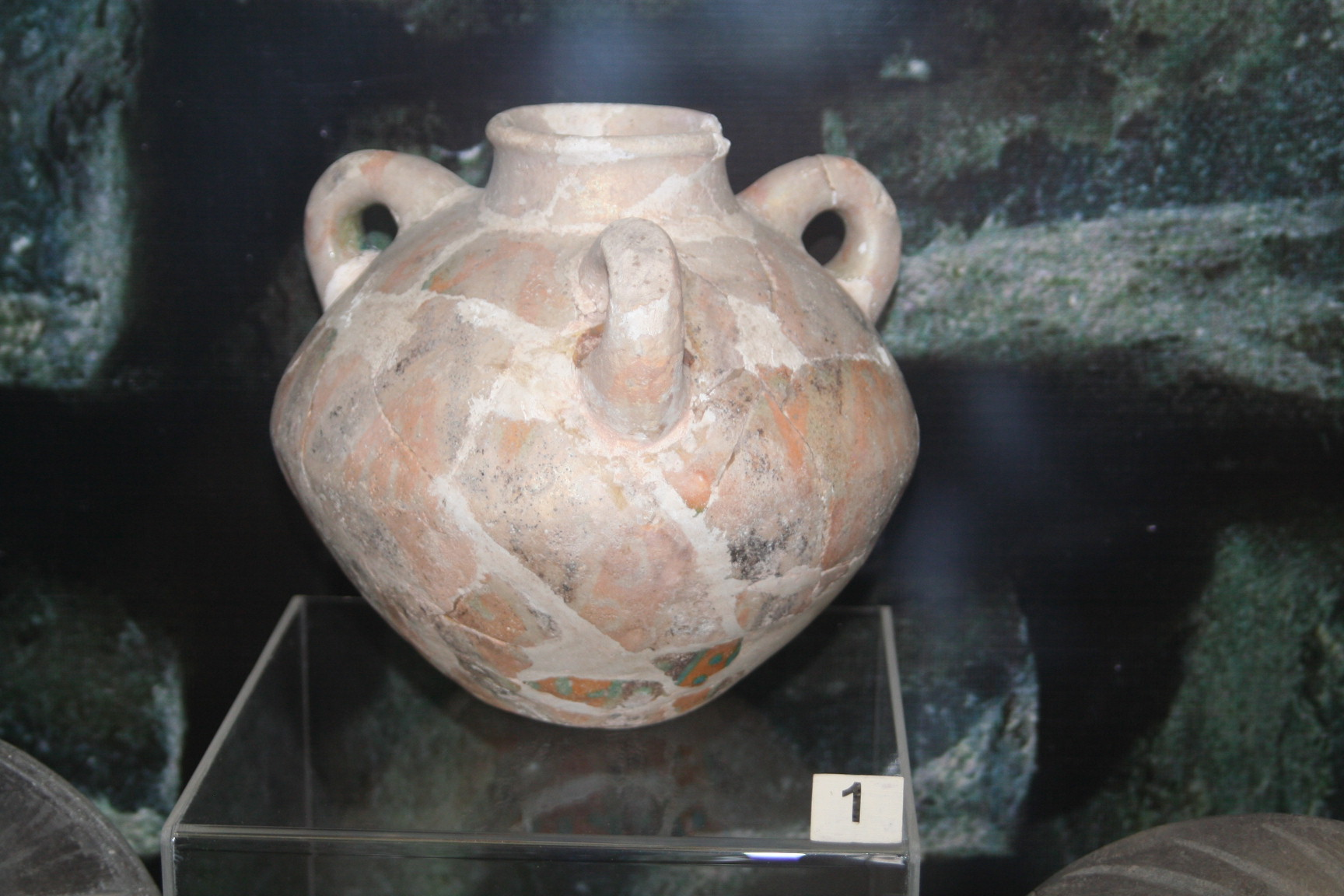
Глазурована посудина ассирійського типу з Мінгячевіра (XIII—VIII ст. до н. е.). Музей історії Азербайджану (Баку)

Мінгячевірські кургани примикають до тієї ж культурної групи, що й Ходжалинські, але в порівнянні з ними займають найбільш пізніше становище. Для датування курганів Мінгячевіра особливе значення має знахідка тут (кургани II і IV) глазурованих судин ассирійського типу, виготовлених з білої немісцевої глини. Знахідки таких посудин складають однорідну за хронологією групу і є дуже рідкісними для Закавказзя, що свідчить про імпорт з Ассирії або Ірану. Подібні глазуровані судини були виявлені також у пізніх похованнях Ходжалинського некрополя (курган II і поховання 4 з розкопок 1954 року) і в похованні II Лорі-Бердського некрополя, які є синхронними курганах Мінгячевіра.
За даними С. М. Казієва, у трьох курганах (з чотирьох оброблених) були виявлені скелети коней із залишками збруї і багатими бронзовими прикрасами, бронзові вудила, нагрудні бронзові прикраси, наконечники жезлів тощо. За залишкам, що розклалися в ґрунті біля кістяків коней Казієв припускав, що на конях було щось у вигляді сідла . Згідно Р. Х. Саттарзаде, ці матеріали розкопок у Мінгячевір, що відносяться до середини і кінця бронзового століття і/та перехідного періоду до залізного (IX—VII ст. Дд н. Ее), Підтверджують високий щабель розвитку конярства та використання коней на той час. У курганах були також знайдені кістки великої та дрібної рогатої худоби. Тварини були прикрашені бронзою, намистом, бісером. Виявлені в курганах могили були чотирикутної форми і глибиною близько 4 метрів. Знайдені в курганах посудини за формою витончені, зустрічалися також посудини з каменю . В одному ж із курганів знайшли золоте кільце .
Залишки золи і вугілля, знайдені в середині четвертого кургану, є, на думку Казієва, залишками великого багаття-жертовника. Багатство інвентарю курганів, за словами Казієва, говорить про те, що вони — могили племінних вождів, знаті і жерців кінця бронзового і початку залізного віку. За словами Іллі Бороздіна, поховання коней в кінської збруї в мінгечевірскіх курганах свідчать про наявність тут певного скіфського поховального обряду .

## Наукове значення
У Мінгячевірі виявлено до 40 тисяч археологічних знахідок, і велике наукове значення комплексу, згідно з Азербайджанської радянської енциклопедії, полягає в їх багатстві і хронологічній послідовності . За словами археолога Рагіма Ваїдова, видобутий в Мінгячевір великий і різноманітний матеріал розкриває яскраву картину складного процесу розвитку самобутньої культури місцевого населення з найдавніших часів.
Історик Камілла Тревер зазначає, що в зв'язку з археологічними роботами в районі Мінгячевір, коли дослідники щорічно стали знаходити велику кількість предметів, виявлених під час розкопок могильників і городищ на правому і лівому берегах Кури, широкого розмаху став приймати інтерес до історії Кавказької Албанії . За знахідками у Мінгячевірі, за словами Тревер, був добре підібраний ілюстративний матеріал, що дає уявлення про розвиток матеріальної культури Албанії . Розкопки у Мінгячевір, пише Тревер, доповнили відомості письмових джерел і про рослинні багатства древньої Албанії .
Виключно цінною пам'яткою, знайденою у Мінгячевірі, є, за словами Ваїдова, кам'яна плита з албанським написом , виявлена в одному з приміщень храму VI—VII ст. Цей камінь і ряд інших знахідок з албанськими написами (фрагменти глиняного посуду, свічники) є рідкісними епіграфічними пам'ятками Албанії і можуть дати багато для визначення побудови албанської мови і та її лексики .
Як зазначає археолог Гавриїл Йоне, на підставі археологічних матеріалів глекових поховань Мінгячевіра можна встановити основні типи озброєння місцевого населення, а також до певної міри соціальну структуру його суспільства, у якій визначаються племінна знать і раби . Згідно інформації Тревер, дослідження курганів і ґрунтових могил Мінгячевіра показало однорідний характер ряду пам'яток з ужитку знаті і предметів індійського та перського походження, прикладами яких є бронзові персні-печатки із зображенням ахеменідського Гопатшаха і лева та кам'яні посудини з туфітам . Про відносини Албанії з елліністичним світом, за словами Салеха Казієва, свідчать такі знахідки у Мінгячевірі, як посуд і зброя IV—III ст. до н. е., виявлені в ґрунтових могилах .
За словами історика Рауфа Мунчаєва, пам'ятки Мінгячевіра є «найважливішими джерелами вивчення культурно-історичного і соціально-економічного розвитку Азербайджану і суміжних країн впродовж більше чотирьох тисяч років» .

## Охоронний статус
У 2001 році ряд пам'ятнок на території комплексу розпорядженням Кабінету міністрів Азербайджанської Республіки № 132 були включені до списку охоронюваних державою об'єктів. Серед них поселення епохи ранньої — середньої бронзи на території міста Мінгячевір, пізньої бронзи — раннього заліза на південь від міста і могильне поле з глечиковими похованнями перших століть до н. е. — перших століть н. е. поблизу міста були оголошені «археологічними пам'ятками національного значення», а поселення епохи Середньовіччя на північний захід від Мінгячевіра — «археологічною пам'яткою місцевого значення».